# 丰北河镇
丰北河镇，是中华人民共和国陕西省商洛市柞水县一个已撤销的乡级行政区，2015年，陕西省民政厅批复同意撤销丰北河镇，将其所辖行政区域划归营盘镇。